# Verkehr in Deutschland

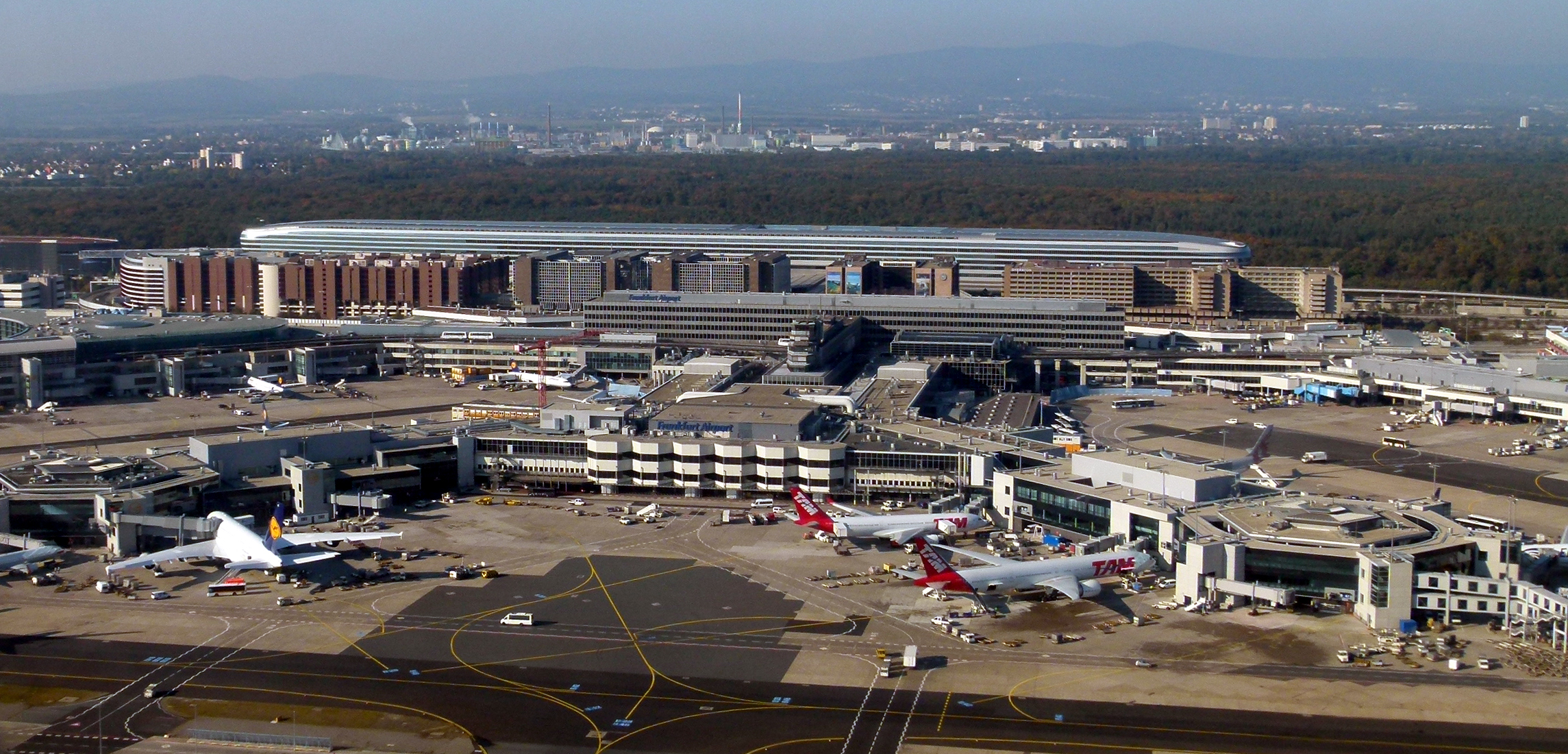
Flughafen Frankfurt Main ist der viertgrößte Flughafen Europas

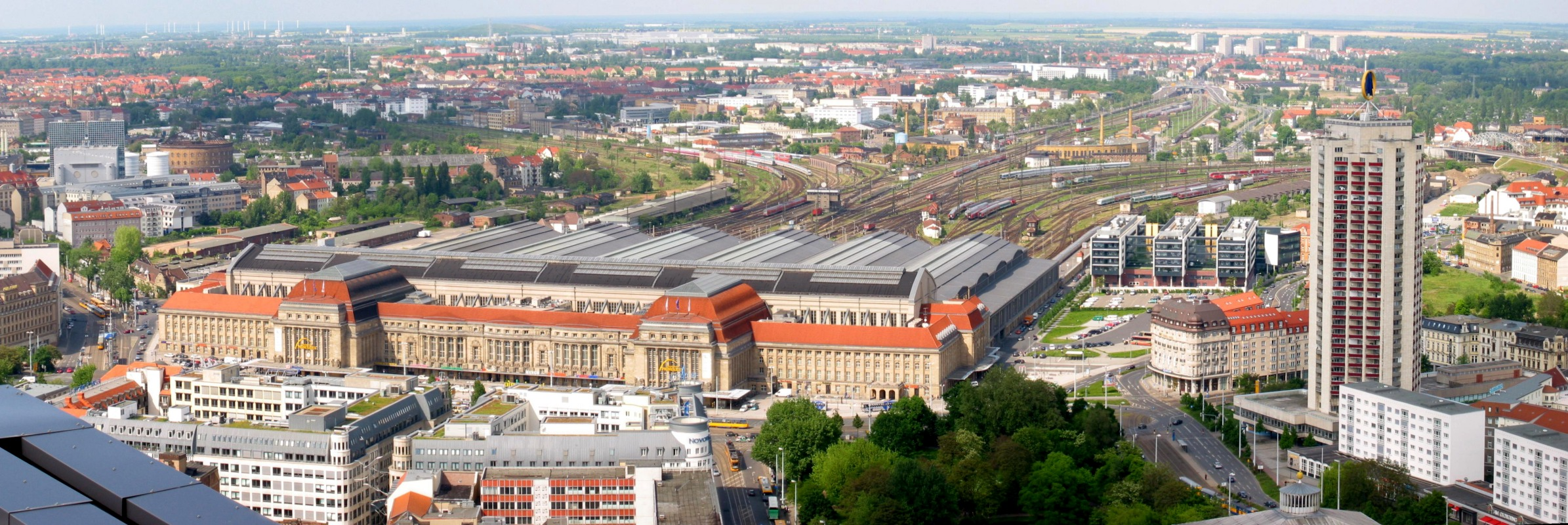
Leipzig Hauptbahnhof, der flächenmäßig größte Bahnhof Europas

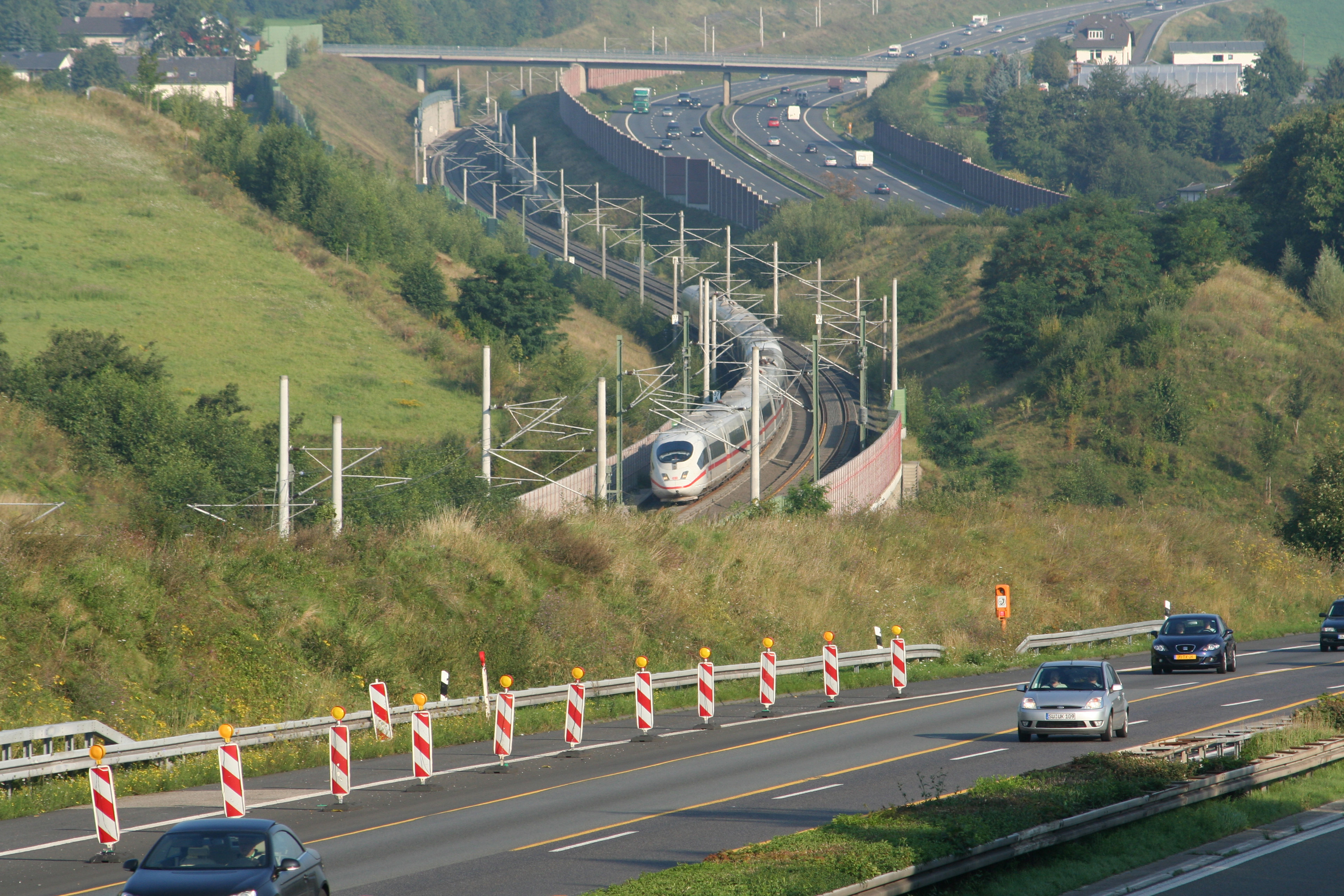
Schnellfahrstrecke Köln–Rhein/Main, parallel zur Bundesautobahn 3

Als dicht besiedeltes Land in zentraler Lage in Europa und mit einer entwickelten Wirtschaft verfügt Deutschland über eine dichte Verkehrsinfrastruktur.
Das ausgedehnte deutsche Autobahnnetz ist eines der ersten Autobahnsysteme mit beschränktem Zugang weltweit, das gebaut wurde. Es gibt keine allgemeine Geschwindigkeitsbegrenzung für leichte Fahrzeuge (obwohl es heute in vielen Abschnitten Geschwindigkeitsbegrenzungen gibt und es eine Höchstgeschwindigkeit von 80 km/h für LKW gibt). Die wichtigste Wasserstraße des Landes ist der Rhein, der größte Hafen ist der Hamburger. Der Flughafen Frankfurt ist ein bedeutender internationaler Flughafen und europäischer Verkehrsknotenpunkt. Der Flugverkehr wird für größere Entfernungen innerhalb Deutschlands genutzt, steht aber in Konkurrenz zum Schienennetz der staatlichen Deutschen Bahn. Hochgeschwindigkeitszüge namens ICE verbinden Städte für den Personenverkehr mit Geschwindigkeiten von bis zu 300 km/h. Viele deutsche Städte verfügen über S-Bahn-Systeme und öffentliche Verkehrsmittel sind in den meisten Gegenden verfügbar. Historisch gesehen spielten Busse im Personenfernverkehr nur eine untergeordnete Rolle, da alle Strecken, die in direkter Konkurrenz zum Schienenverkehr standen, durch ein Gesetz aus dem Jahr 1935 technisch verboten waren. Erst im Jahr 2012 wurde dieses Gesetz offiziell geändert und so ist seitdem auch in Deutschland ein Fernbusmarkt entstanden.
Seit der deutschen Wiedervereinigung wurden erhebliche Anstrengungen unternommen, um die Verkehrsinfrastruktur im ehemaligen Ostdeutschland zu verbessern und auszubauen. Aufgrund der wechselvollen Geschichte Deutschlands haben sich die Hauptverkehrsströme von hauptsächlich Ost-West (altes Preußen und Deutsches Reich) zu hauptsächlich Nord-Süd (deutsche Teilungszeit 1949–1990) zu einem ausgewogeneren Fluss mit großen Nord-Süd- und Nord-Süd-Verbindungen verändert Ost-West-Korridore, sowohl im Inland als auch im Transit. Die Infrastruktur, die durch die verheerenden Kriege und die Politik der verbrannten Erde sowie durch Reparationszahlungen weiter beeinträchtigt wurde, musste bei jeder dieser Veränderungen angepasst und verbessert werden.

## Straßen- und Automobiltransport

### Überblick

Karte des deutschen Autobahnnetzes

Das Verkehrsaufkommen in Deutschland, insbesondere der Güterverkehr, liegt aufgrund der zentralen Lage in Europa auf einem sehr hohen Niveau. In den letzten Jahrzehnten verlagerte sich ein Großteil des Güterverkehrs von der Schiene auf die Straße, was die Bundesregierung dazu veranlasste, im Jahr 2005 eine Kfz-Maut für Lkw einzuführen. Die individuelle Straßennutzung nahm zu, was zu einer relativ hohen Verkehrsdichte ins Ausland führte. Für die Zukunft wird mit einem weiteren Anstieg des Verkehrsaufkommens gerechnet.
Der Hochgeschwindigkeitsverkehr hat in Deutschland eine lange Tradition, denn die erste Autobahn der Welt, die AVUS, und das erste Automobil der Welt wurden in Deutschland entwickelt und gebaut. Deutschland verfügt über eines der dichtesten Straßennetze der Welt. Auf deutschen Autobahnen gibt es keine generelle Geschwindigkeitsbegrenzung für leichte Fahrzeuge. Auf vielen gefährlichen oder überlasteten Strecken sowie dort, wo Verkehrslärm oder Umweltverschmutzung ein Problem darstellen, gelten jedoch ausgeschilderte Grenzwerte (Stand 2015: 20,8 % bei statischen oder vorübergehenden Grenzwerten und durchschnittlich 2,6 % bei Anwendungen mit variablen Verkehrskontrollgrenzwerten).
Die deutsche Regierung hatte Probleme mit der Instandhaltung des Autobahnnetzes des Landes, da sie seit der Vereinigung Deutschlands zwischen der Deutschen Demokratischen Republik (Ostdeutschland) und der Bundesrepublik Deutschland (Westdeutschland) das Verkehrssystem im östlichen Teil umbauen musste. Damit wurden zahlreiche Bauprojekte im Westen auf Eis gelegt und seit Ende der 1990er Jahre wird kräftig wieder aufgebaut. Seit der Gründung der Europäischen Union kam es jedoch zu einer allgemeinen Straffung und Änderung der Streckenpläne, da nun schnellere und direktere Verbindungen zu Ländern des ehemaligen Sowjetblocks bestehen und in Arbeit sind und eine intensive Zusammenarbeit zwischen den europäischen Ländern besteht.
Der Fernbusverkehr innerhalb Deutschlands geriet mit zunehmendem Wohlstand in der Nachkriegszeit in Ungnade und wurde mit der Einführung von Gesetzen zum Schutz der Bundesbahn in den 1980er Jahren fast ganz eingestellt. Nach der Liberalisierung dieses Marktes im Jahr 2012 wurden etwa 150 neue Überlandbuslinien eingerichtet, was zu einer deutlichen Verlagerung von der Bahn auf den Bus für Langstreckenfahrten führte. Seitdem hat sich der Markt konsolidiert, wobei Flixbus über 90 % davon kontrolliert und auch in Nachbarländer expandiert.

### Straßen

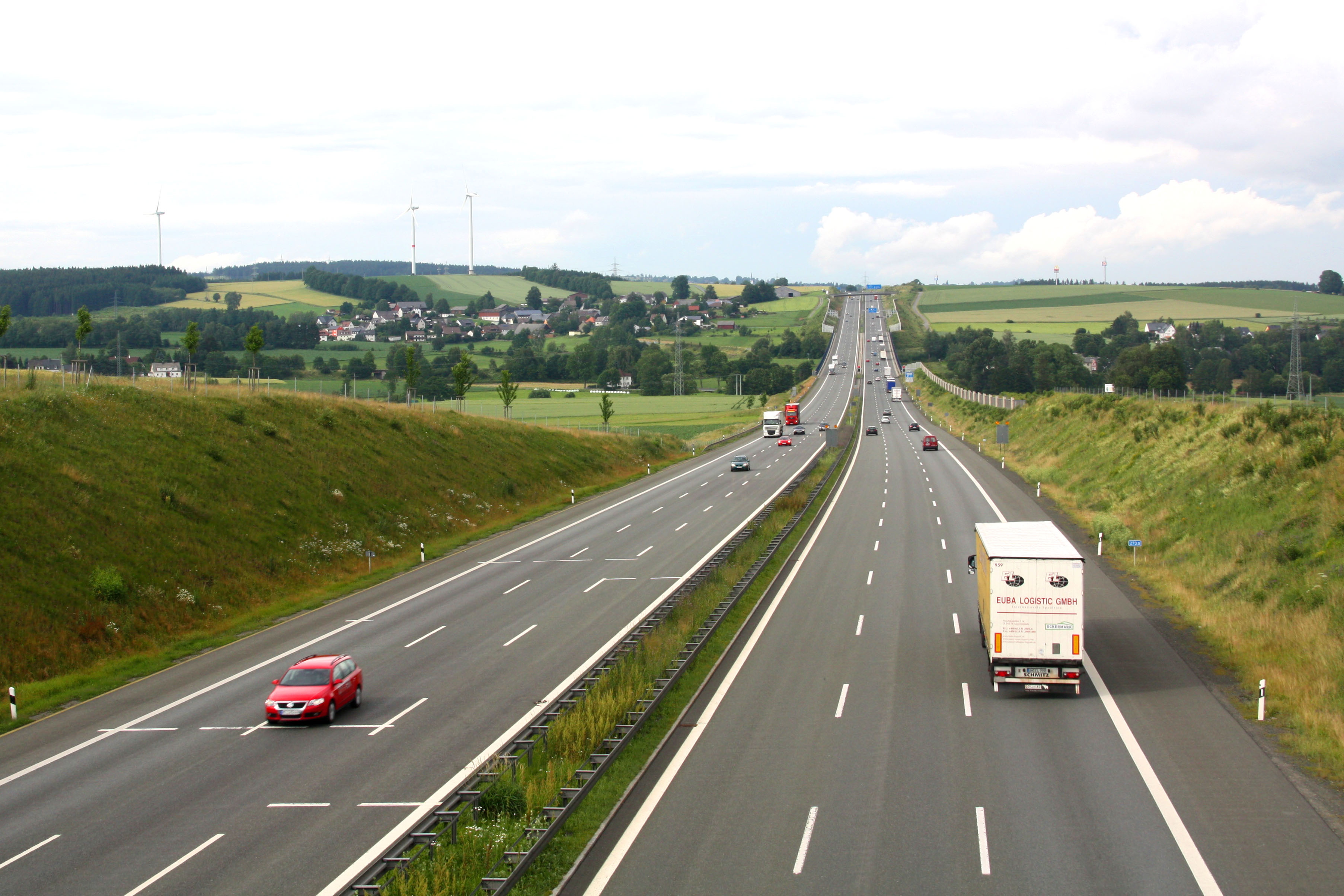
Dreispurige Autobahn

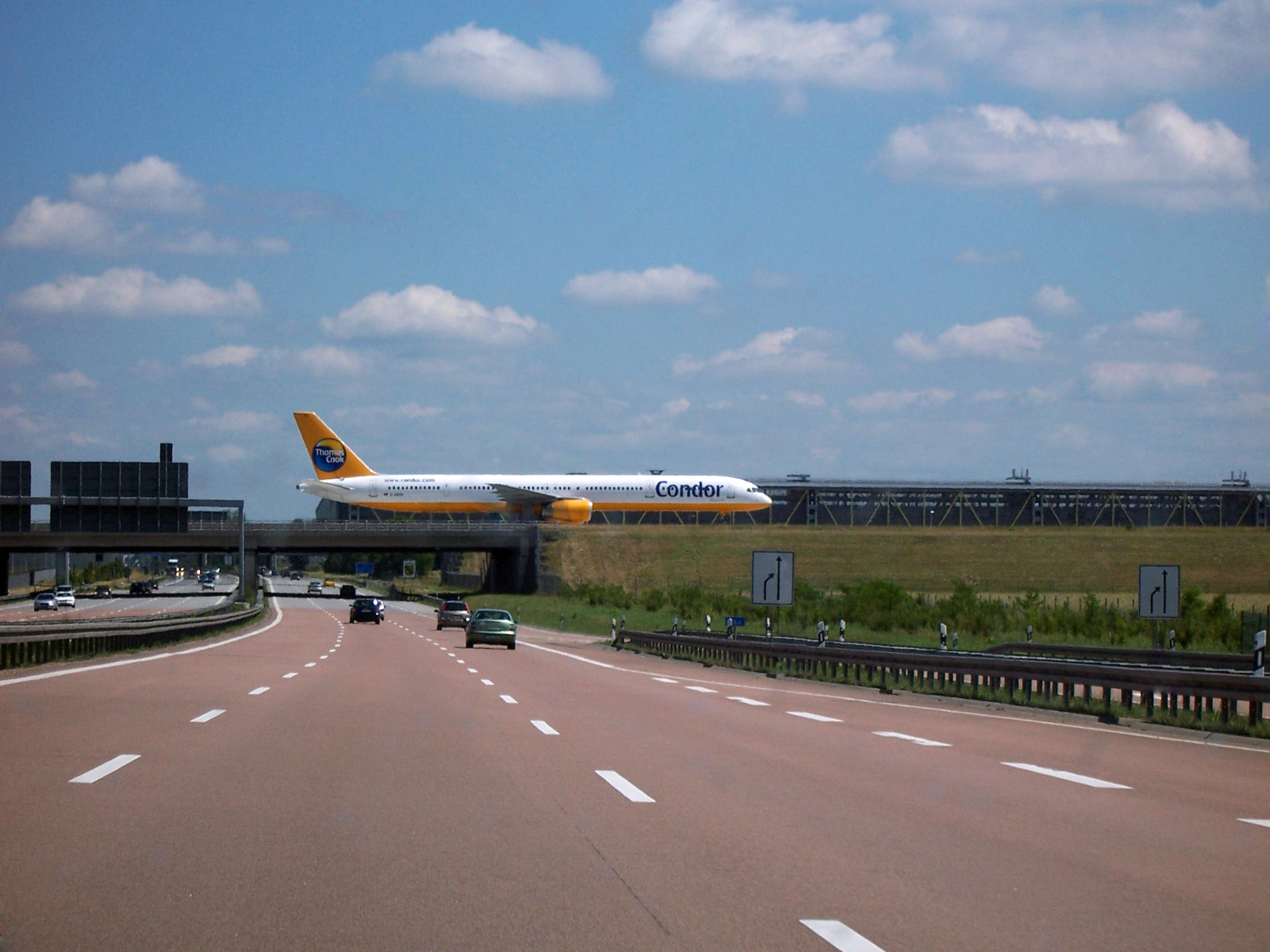
Eine Flughafenrollbahn über die Bundesautobahn 14

Deutschland verfügt über etwa 650.000 km Straßen, davon sind 231.000 km außerörtliche Straßen. Das Straßennetz ist intensiv genutzt: Im Jahr 2005 wurden fast 2 Billionen Kilometer mit dem Auto zurückgelegt, im Vergleich zu nur 70 Milliarden Kilometern mit der Schiene und 35 Milliarden Kilometern mit dem Flugzeug.
Die Autobahn ist das deutsche Bundesfernstraßensystem. Wenn keine örtliche Geschwindigkeitsbegrenzung angegeben ist, beträgt die Richtgeschwindigkeit 130 km/h. Das Autobahnnetz hatte im Jahr 2016 eine Gesamtlänge von rund 12.996 km und zählt damit zu den dichtesten und längsten Systemen der Welt. Als „Bundesautobahnen“ werden nur vom Bund gebaute Autobahnen mit kontrolliertem Zugang bezeichnet, die bestimmte Baustandards erfüllen und mindestens zwei Fahrspuren pro Richtung umfassen. Sie verfügen über eigene, blau gefärbte Schilder und ein eigenes Nummerierungssystem. Alle Autobahnen werden mit dem Großbuchstaben A, gefolgt von einem Leerzeichen und einer Zahl (zum Beispiel A 8) benannt.
Die wichtigsten Autobahnen, die durch ganz Deutschland führen, haben einstellige Nummern. Kürzere Autobahnen von regionaler Bedeutung haben zweistellige Nummern (wie die A 24, die Berlin und Hamburg verbindet). Sehr kurze Streckenabschnitte, die für starken Nahverkehr ausgelegt sind (z. B. Ringstraßen oder die A 555 von Köln nach Bonn), haben in der Regel drei Ziffern, wobei die erste Ziffer von der Region abhängt.
Ost-West-Routen haben normalerweise eine gerade Nummer, Nord-Süd-Routen normalerweise eine ungerade Nummer. Die Zahl der Nord-Süd-Autobahnen nimmt von West nach Ost zu; das heißt, die östlicher gelegenen Straßen erhalten höhere Nummern. In ähnlicher Weise nutzen die Ost-West-Routen von Nord nach Süd immer mehr Züge.
Die Autobahnen gelten als die sicherste Kategorie deutscher Straßen: Im Jahr 2012 wurden zwar 31 % des gesamten motorisierten Straßenverkehrs abgewickelt, sie verursachten jedoch nur 11 % der Verkehrstoten in Deutschland.
Für leichte Fahrzeuge sind deutsche Autobahnen noch mautfrei, doch am 1. Januar 2005 wurde eine pauschale Mautpflicht für schwere Lkw eingeführt.
Die Nationalstraßen in Deutschland heißen Bundesstraßen. Ihre Nummern sind den örtlichen Verkehrsteilnehmern in der Regel gut bekannt, da sie auf Wegweisern und Straßenkarten (in schwarzen Ziffern auf einem gelben Rechteck mit schwarzem Rand) erscheinen. Eine Bundesstraße wird oft als „B“ gefolgt von ihrer Nummer bezeichnet, zum Beispiel „B1“, eine der wichtigsten Ost-West-Verbindungen. Wichtigere Straßen haben niedrigere Nummern. Ungerade Nummern werden normalerweise für Nord-Süd-Straßen verwendet, gerade Nummern für Ost-West-Straßen. Umgehungsstraßen werden mit einem angehängten „a“ (Alternative) oder „n“ (Neutrassierung) bezeichnet, wie in „B 56n“.
Andere wichtige öffentliche Straßen werden von den Bundesländern unterhalten und heißen Landesstraßen oder Staatsstraßen. Die Nummern dieser Straßen sind mit „L“, „S“ oder „St“ gekennzeichnet, sind aber normalerweise nicht auf Wegweisern oder Karten zu sehen. Sie erscheinen auf den Kilometerpfosten am Straßenrand. Nummern sind nur innerhalb eines Bundeslandes eindeutig.
Die Landkreise und Gemeinden sind für die Nebenstraßen und Straßen innerhalb von Dörfern, Städten und Gemeinden zuständig. Diese Straßen haben die Nummernvorsilbe „K“, die eine Kreisstraße anzeigt.

## Schienenverkehr

### Überblick

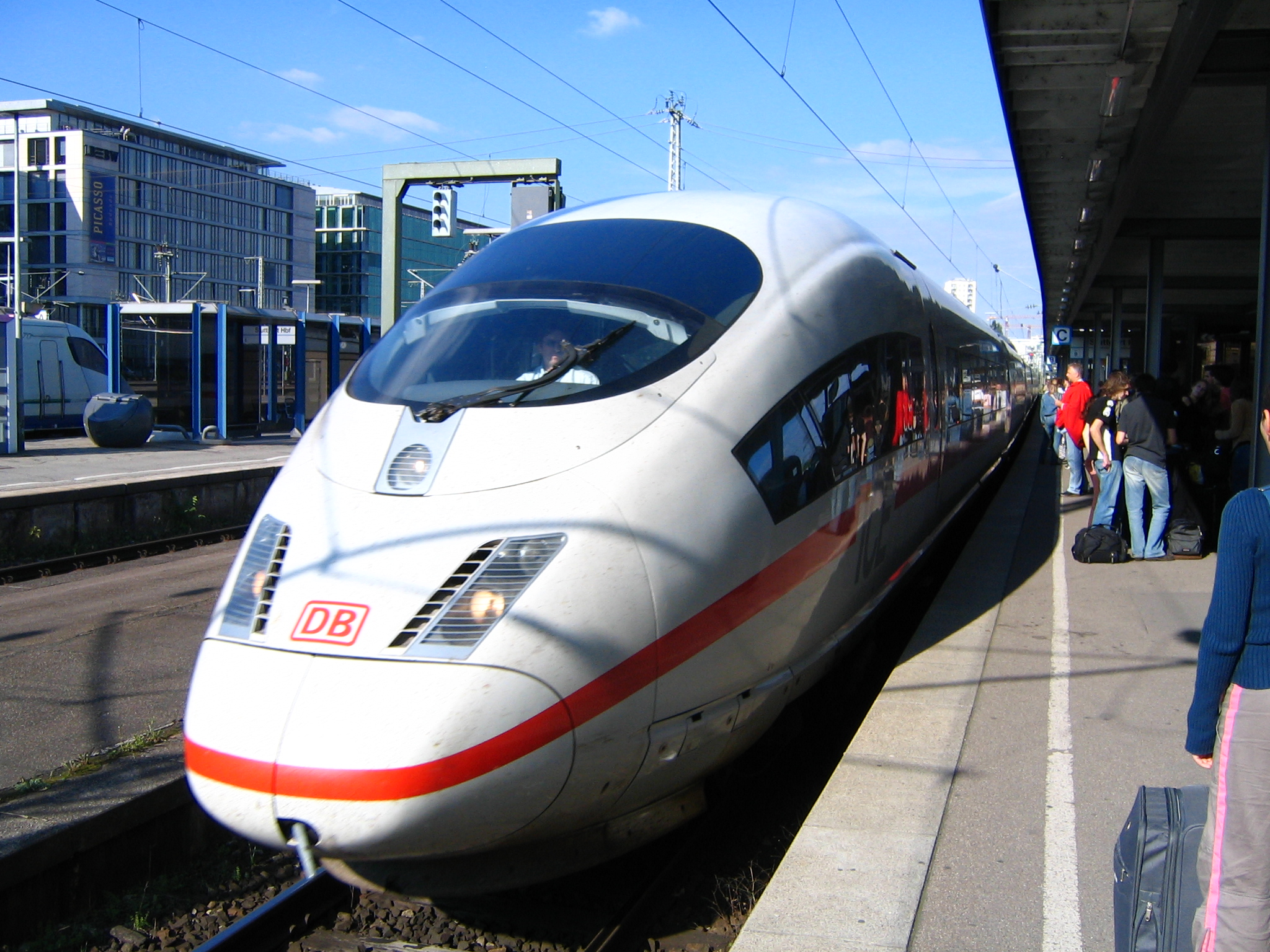
ICE 3-Zug am Stuttgart Hauptbahnhof

In Deutschland gibt es insgesamt 43.468 km Eisenbahnstrecken, davon sind mindestens 19.973 km elektrifiziert (2014).
Die Deutsche Bahn ist der größte deutsche Eisenbahninfrastruktur- und -dienstleistungsbetreiber. Obwohl die Deutsche Bahn ein privates Unternehmen ist, hält der Staat noch immer alle Anteile und kann daher nach wie vor als staatliches Unternehmen bezeichnet werden. Seit ihrer privatrechtlichen Neustrukturierung im Jahr 1994 veröffentlicht die Deutsche Bahn AG (DB AG) keine Details zu den in ihrem Besitz befindlichen Gleisen mehr. Neben dem DBAG-System gibt es etwa 280 private oder lokale Eisenbahngesellschaften, die etwa 3000 bis 4000 km aller Gleise besitzen und die DB-Gleise im öffentlichen Zugang nutzen.
Die Eisenbahnsubventionen beliefen sich 2014 auf 17,0 Milliarden Euro und es gibt erhebliche Unterschiede zwischen der Finanzierung von Fern- und Nahverkehrszügen in Deutschland. Fernzüge können zwar von jedem Eisenbahnunternehmen betrieben werden, diese erhalten jedoch keine Subventionen vom Staat. Nahverkehrszüge werden jedoch von den deutschen Ländern subventioniert, die die Betreibergesellschaften für den Betrieb dieser Züge bezahlen. 2013 wurden tatsächlich 59 % der Kosten für den Personennahverkehr auf der Bahn durch Subventionen gedeckt. Dies führte dazu, dass viele private Unternehmen den Betrieb von Nahverkehrszügen anboten, da sie diese günstiger anbieten können als die staatliche Deutsche Bahn. Der Gleisbau wird sowohl für Fern- als auch für Nahverkehrszüge vollständig und die Gleisinstandhaltung teilweise vom Staat finanziert. Andererseits werden für alle Schienenfahrzeuge von der DB Netz Trassengebühren erhoben, die wiederum (einen Teil) ihrer Gewinne an den Bundeshaushalt abführt.
Der Hochgeschwindigkeitsverkehr begann Anfang der 1990er-Jahre mit der Inbetriebnahme des Inter City Express (ICE), nachdem unter der Regierung Willy Brandt erste Pläne zur Modernisierung des Schienensystems ausgearbeitet worden waren. Zwar ist das Hochgeschwindigkeitsnetz nicht so dicht wie das in Frankreich oder Spanien, aber die meisten größeren Städte werden vom ICE oder dem etwas langsameren (Höchstgeschwindigkeit 200 km/h) Intercity (IC) bedient. Mehrere Erweiterungen oder Upgrades von Hochgeschwindigkeitsstrecken sind im Bau oder für die nahe Zukunft geplant, einige davon nach jahrzehntelanger Planung.
Der schnellste Hochgeschwindigkeitszug der Deutschen Bahn, der InterCityExpress oder ICE, verbindet große deutsche und benachbarte internationale Städte wie Zürich, Wien, Kopenhagen, Paris, Amsterdam und Brüssel. Das Schienennetz in ganz Deutschland ist umfangreich und bietet Verbindungen in die meisten Gebiete. Auf Linienverbindungen hält tagsüber mindestens alle zwei Stunden ein Zug selbst in den kleinsten Dörfern. Fast alle größeren Ballungsräume sind durch S-Bahn-, U-Bahn-, Straßenbahn- und/oder Busnetze erreichbar.
Am 13. Februar 2018 kündigte die deutsche Regierung Pläne an, den öffentlichen Nahverkehr kostenlos zu machen, um den Straßenverkehr zu reduzieren und die Luftverschmutzung auf das von der EU vorgeschriebene Niveau zu senken. Die neue Regelung wird bis Jahresende in den Städten Bonn, Essen, Herrenberg, Reutlingen und Mannheim erprobt. Fragen zu den Kosten einer solchen Maßnahme bleiben bestehen, da der Ticketverkauf für den öffentlichen Nahverkehr eine wichtige Einnahmequelle für Städte darstellt.

### Internationale Güterzüge
Während in Deutschland und den meisten angrenzenden europäischen Ländern die Normalspur von 1435 mm gilt, erschweren Unterschiede bei Signalisierung, Regeln und Vorschriften, Oberleitungsspannungen und -frequenzen usw. den grenzüberschreitenden Güterverkehr. Diese Hindernisse werden langsam überwunden. Der internationale (ein- und ausgehende) und Transitverkehr (Durchgangsverkehr) ist für einen großen Teil des jüngsten Anstiegs des Schienengüterverkehrs verantwortlich. Die EU-Vorschriften haben viel zur Harmonisierung der Standards beigetragen und so den grenzüberschreitenden Verkehr erleichtert. Der Rangierbahnhof Maschen bei Hamburg ist der zweitgrößte der Welt und der größte in Europa. Er dient als Güterverkehrsknotenpunkt für die Verteilung von Gütern aus Skandinavien nach Südeuropa und von Mitteleuropa zum Hamburger Hafen und nach Übersee. Da Deutschland ein dicht besiedeltes, wohlhabendes Land in der Mitte Europas ist, führen viele wichtige Transitrouten durch Deutschland. Die Bahnstrecke Mannheim–Basel wurde seit den 1980er Jahren ausgebaut und erneuert, und es ist davon auszugehen, dass in den kommenden Jahrzehnten weitere Ausbauten hinzukommen werden, da sie die Hauptverbindung von den Nordseehäfen über den Gotthard-Basistunnel nach Norditalien darstellt.

### S-Bahn
Fast alle großen Ballungsräume Deutschlands verfügen über S-Bahnen (Schnellbahnen). Diese verbinden in der Regel größere Ballungsräume mit ihren Vororten und oft auch anderen Regionalstädten, obwohl die Rhein-Ruhr-S-Bahn mehrere Großstädte verbindet. Eine S-Bahn verkehrt an allen Zwischenbahnhöfen und verkehrt häufiger als andere Züge. In Berlin und Hamburg verfügt die S-Bahn über einen U-Bahn-ähnlichen Betrieb und nutzt eine dritte Schiene, während alle anderen S-Bahnen auf Oberleitungsstromversorgung angewiesen sind.

### Schnellverkehr (U-Bahn)

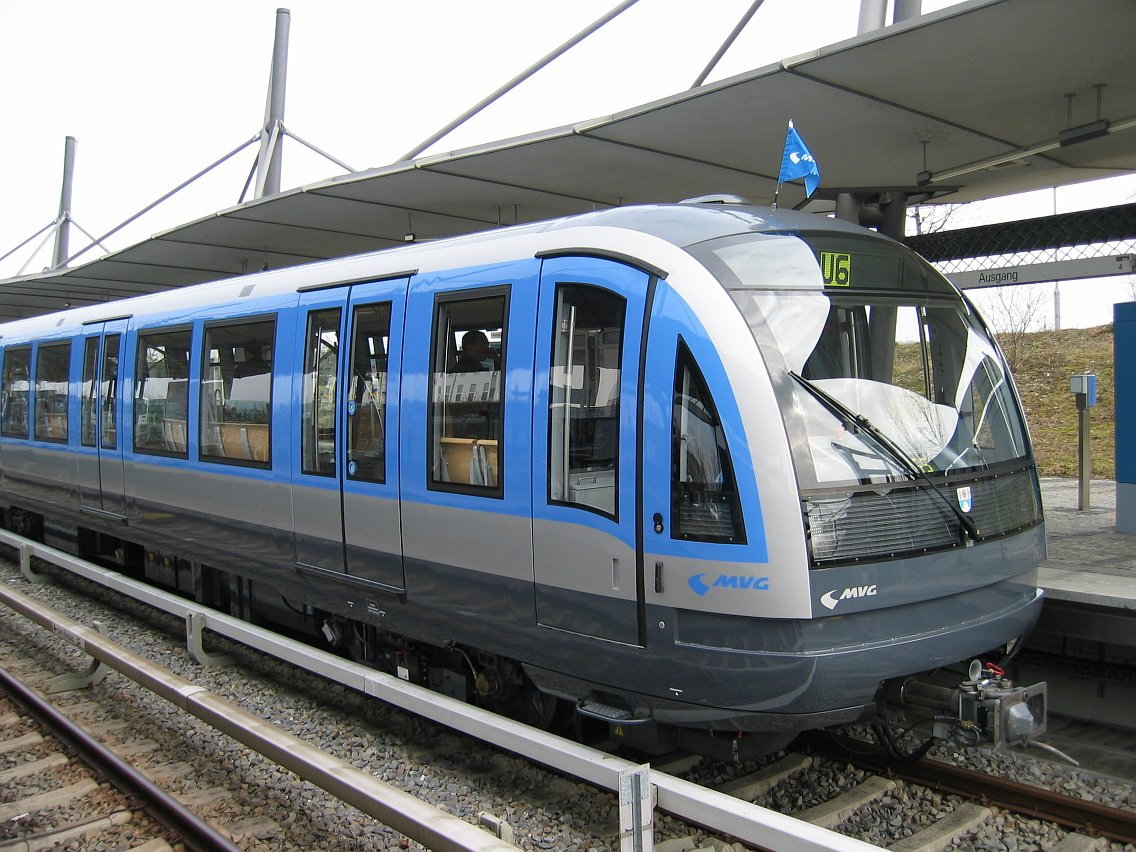
Zug (MVG Klasse C) der U-Bahn München

Relativ wenige Städte verfügen über ein vollwertiges U-Bahn-System; S-Bahn-Systeme (Vorortbahnen) sind weitaus häufiger. In einigen Städten ist die Unterscheidung zwischen U-Bahn- und S-Bahn-Systemen verschwommen; einige S-Bahn-Systeme verlaufen beispielsweise unterirdisch, haben ähnliche Taktfrequenzen wie die U-Bahn und sind Teil desselben integrierten Verkehrsnetzes. Eine größere Anzahl von Städten hat ihre Straßenbahnen auf Stadtbahnstandards umgerüstet. Diese Systeme werden Stadtbahn genannt (nicht zu verwechseln mit S-Bahn).
Städte mit U-Bahn-Systemen sind:
- Berlin (U-Bahn)
- Hamburg (U-Bahn)
- München (U-Bahn)
- Nürnberg/Fürth (U-Bahn)

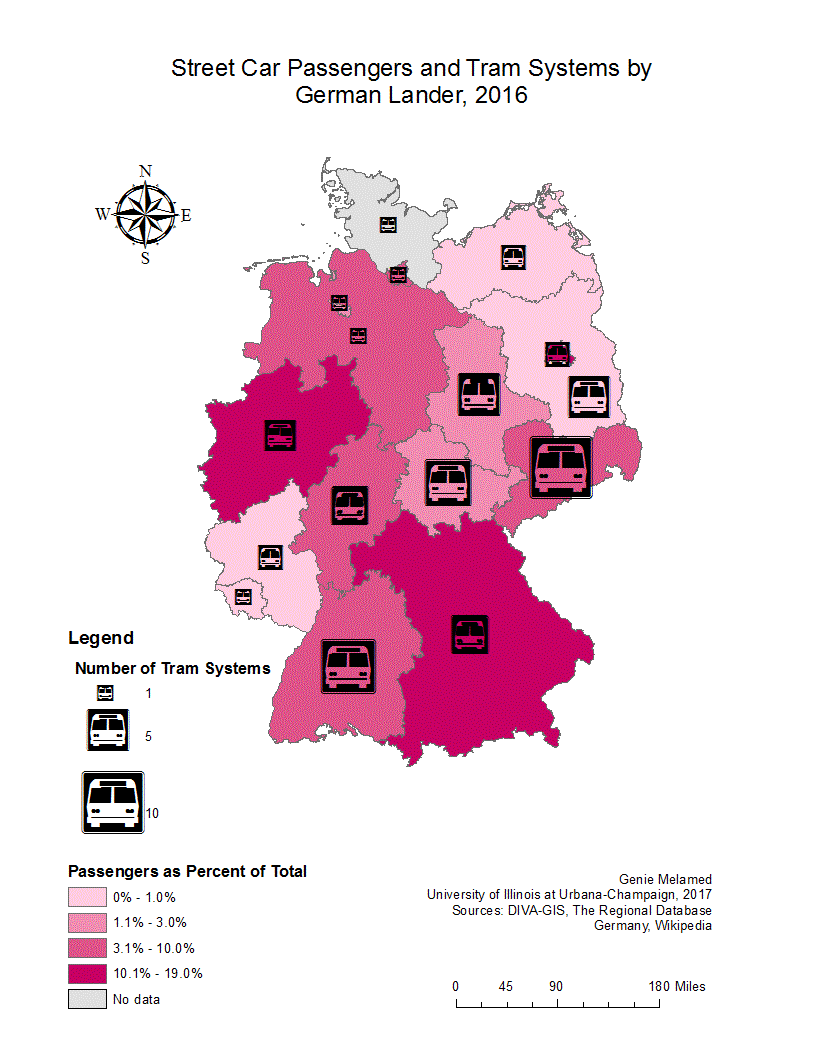
Straßenbahn- und Straßenbahnsysteme nach Bundesländern

Mit Ausnahme von Hamburg verfügen alle oben genannten Städte auch über ein Straßenbahnnetz, wobei häufig neue Linien nach Stadtbahnstandards gebaut werden. Berlin und Hamburg (sowie die damals unabhängige Stadt Schöneberg, deren einzige U-Bahnlinie heute die Linie 4 der Berliner U-Bahn ist) begannen mit dem Aufbau ihrer Netze vor dem Ersten Weltkrieg, während Nürnberg und München – trotz früherer Versuche in den 1930er und 1940er Jahren – ihre Netze erst in den 1970er Jahren eröffneten (im Fall von München rechtzeitig zu den Olympischen Sommerspielen 1972).

Logo der Stadtbahn Stuttgart die Hervorhebung des U-Bahn-ähnlichen „U“ gegenüber dem „Stadtbahn“-Begriff macht die Verwirrung verständlich

Städte mit Stadtbahnsystemen finden sich im Artikel Straßenbahnen in Deutschland. Einheimische verwechseln manchmal Stadtbahn und „richtige“ U-Bahn, da das Logo der ersteren manchmal ein weißes U auf blauem Hintergrund verwendet, das dem Logo der letzteren ähnelt (in den meisten Fällen enthält das Stadtbahn-Logo jedoch Ergänzungen zu diesem U-Logo). Darüber hinaus umfassen Stadtbahnsysteme häufig teilweise oder vollständig unterirdische Abschnitte (insbesondere in Stadtzentren), und im Fall der U-Bahn Frankfurt wird das, was eigentlich eine Stadtbahn ist, sogar offiziell als U-Bahn bezeichnet. Bis zu einem gewissen Grad war diese Verwirrung zum Zeitpunkt der Eröffnung der Stadtbahnnetze beabsichtigt, da es damals als wünschenswerter angesehen wurde, ein „richtiges“ U-Bahn-System zu haben als ein „bloßes“ Straßenbahnsystem, und viele Städte, die mit Stadtbahnbauprojekten begannen, taten dies mit dem offiziellen Ziel, das gesamte Netz schließlich auf U-Bahn-Standards umzustellen.

### Straßenbahnen
Deutschland gehörte zu den ersten Ländern mit elektrischen Straßenbahnen, und Berlin verfügt über eines der längsten Straßenbahnnetze der Welt. Viele westdeutsche Städte haben ihre bisherigen Straßenbahnsysteme in den 1960er und 1970er Jahren aufgegeben, während andere sie auf den Standard der Stadtbahn umgerüstet haben, oft mit unterirdischen Abschnitten. Im Osten haben die meisten Städte ihre Straßenbahnsysteme beibehalten oder sogar erweitert, und seit der Wiedervereinigung ist in den meisten Teilen des Landes ein Trend zum Bau neuer Straßenbahnen zu beobachten. Heute ist Hamburg die einzige große deutsche Stadt ohne Straßenbahn- oder Stadtbahnsystem. Tram-Train-Systeme wie das Karlsruher Modell erlangten in Deutschland erstmals Anfang der 1990er Jahre Bekanntheit und werden in mehreren Städten umgesetzt oder diskutiert, wodurch sie bis weit in die ländlichen Gebiete rund um die Städte reichen. Straßenbahnen gibt es in allen Bundesländern außer zwei (Hamburg und Schleswig-Holstein sind die Ausnahme) und in 13 der 16 Landeshauptstädte (Wiesbaden ist die Hauptstadt außerhalb der oben genannten Bundesländer ohne Straßenbahnsystem). Zwar gab es in vielen Städten, in denen es früher Straßenbahnen gab (zum Beispiel Aachen, Kiel, Hamburg), sowie in einigen Städten, die nie eine Straßenbahn hatten, aber vergleichsweise nah an Städten mit einer Straßenbahn liegen (zum Beispiel Erlangen, Wolfsburg), Versuche, diese (wieder)einzuführen, seit dem Zweiten Weltkrieg wurden jedoch nur eine Handvoll solcher Vorschläge verwirklicht – die Saarbahn (Straßenbahnen 1965 stillgelegt, Saarbahn 1997 gegründet) in Saarbrücken, die Stadtbahn Heilbronn (1955 stillgelegt, 1998 als Verlängerung der Stadtbahn Karlsruhe wieder gegründet) und einige grenzüberschreitende Verlängerungen – die Straßenbahn Straßburg nach Kehl und die Straßenbahnen in Basel nach Weil am Rhein.

## Lufttransport
Wegen der kurzen Entfernungen und des ausgedehnten Autobahn- und Schienennetzes sind Flugzeuge für Reisen innerhalb Deutschlands nicht wettbewerbsfähig. 2002 wurde nur etwa 1 % aller zurückgelegten Strecken mit dem Flugzeug zurückgelegt. Doch aufgrund sinkender Preise durch die Einführung von Billigfliegern werden Inlandsflüge attraktiver. 2013 war Deutschland mit 105.016.346 Passagieren der fünftgrößte Passagierflugmarkt der Welt. Die Einführung neuer, schnellerer Bahnstrecken führt jedoch häufig zu Serviceeinschränkungen durch die Fluggesellschaften oder sogar zur völligen Aufgabe von Strecken wie Frankfurt-Köln, Berlin-Hannover oder Berlin-Hamburg.

### Fluglinien

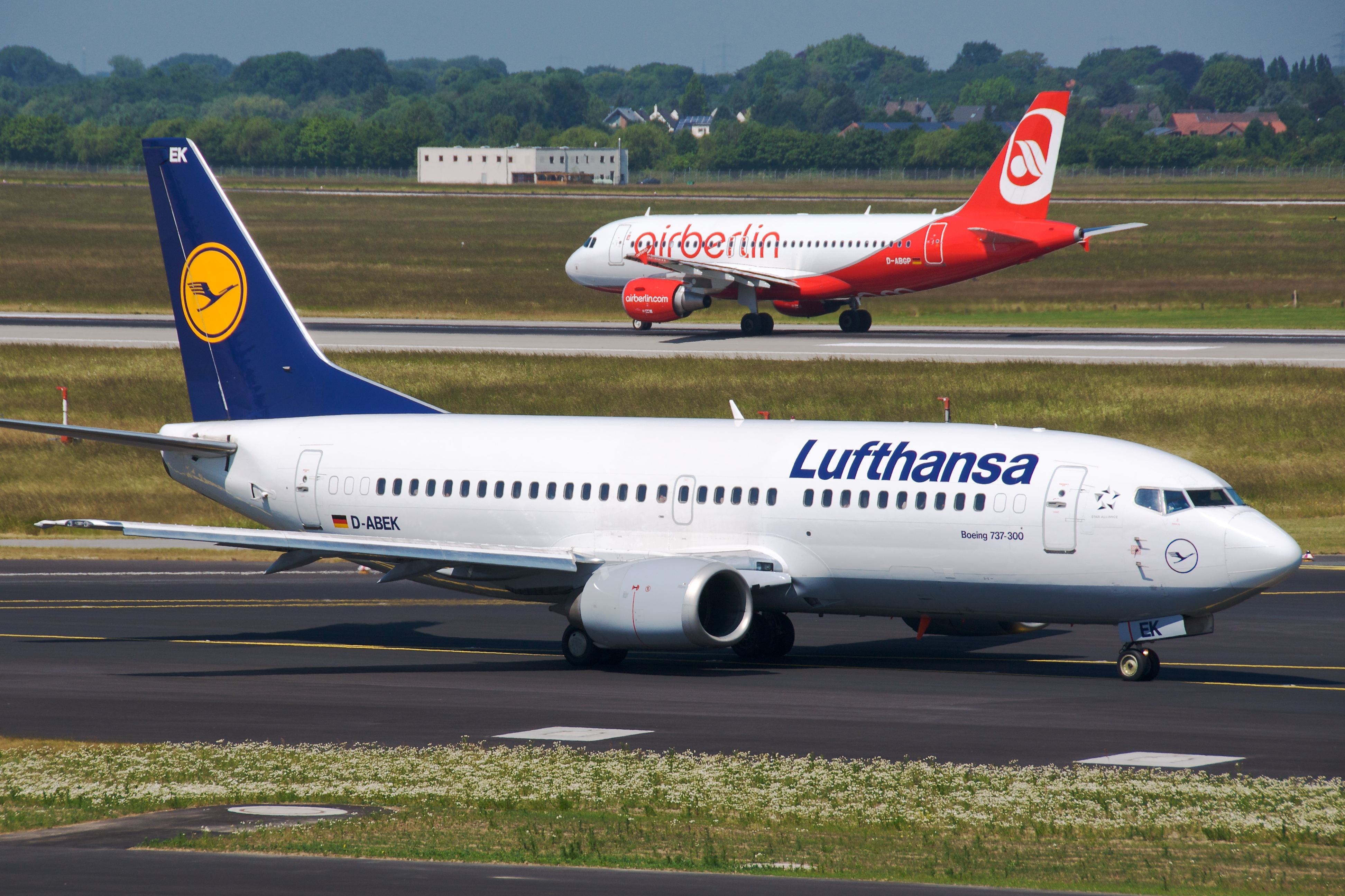
Flugzeuge der Lufthansa und Air Berlin

Die größte Fluggesellschaft Deutschlands ist die Lufthansa, die in den 1990er Jahren privatisiert wurde. Lufthansa betreibt außerdem zwei Regionalfluggesellschaften unter der Marke Lufthansa Regional und eine Billigfluggesellschaft, Eurowings, die unabhängig operiert. Lufthansa bietet ein dichtes Netz an nationalen, europäischen und interkontinentalen Verbindungen an. Die zweitgrößte Fluggesellschaft Deutschlands war Air Berlin, die ebenfalls ein Netz an nationalen und europäischen Zielen mit Schwerpunkt auf Urlaubsflügen sowie einigen Langstreckenflügen betrieb. Air Berlin meldete 2017 Insolvenz an, der letzte Flug unter eigenem Namen fand im Oktober desselben Jahres statt.
Zu den Charter- und Freizeitfluggesellschaften zählen Condor, TUIfly, MHS Aviation und Sundair. Die wichtigsten deutschen Frachtfluggesellschaften sind Lufthansa Cargo, European Air Transport Leipzig (eine Tochtergesellschaft von DHL) und AeroLogic (ein gemeinsames Unternehmen von DHL und Lufthansa Cargo).

### Flughäfen

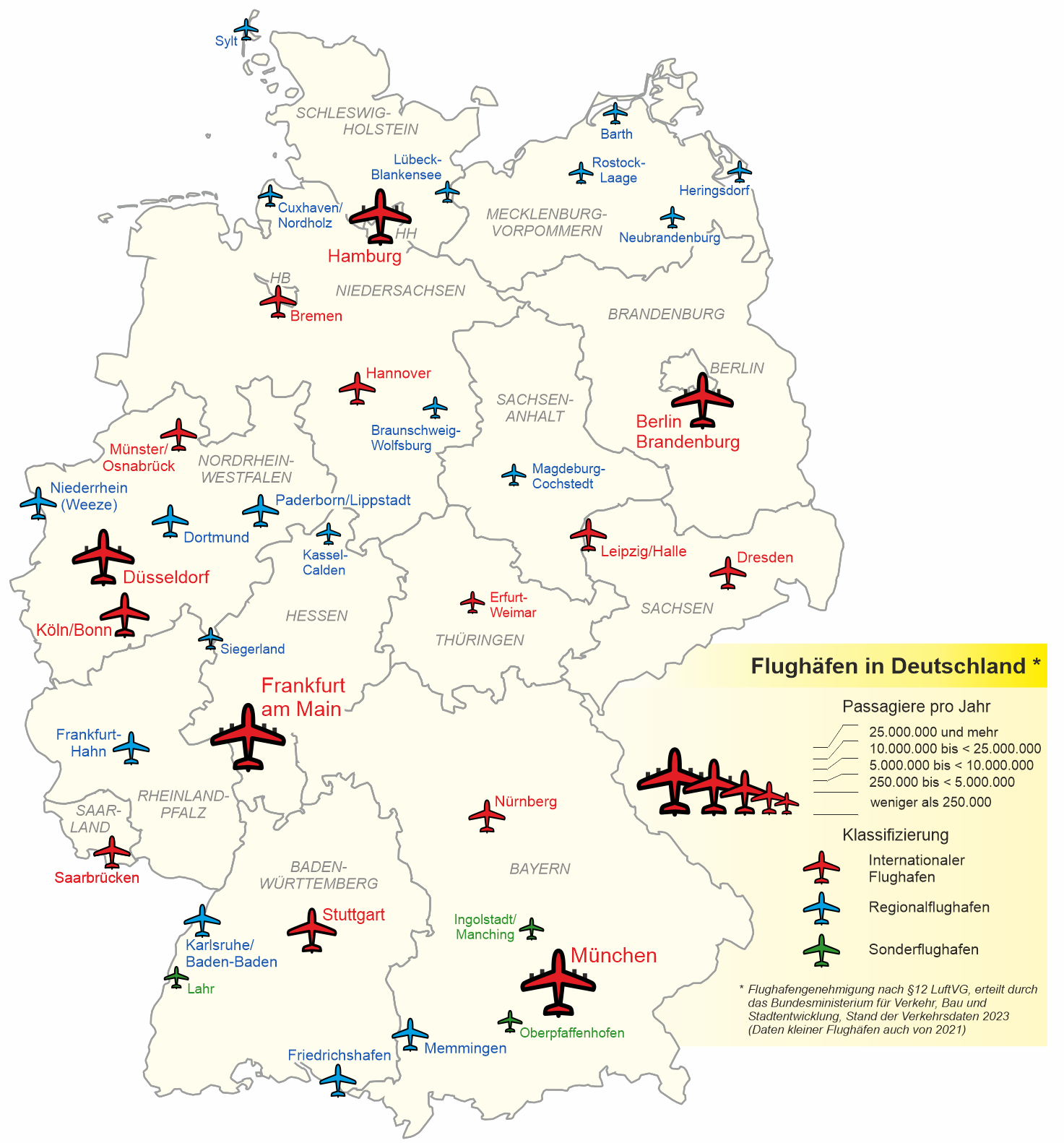
Flughäfen Deutschlands

Der Flughafen Frankfurt Main ist Deutschlands größter Flughafen, ein wichtiger Verkehrsknotenpunkt in Europa und der zwölftgrößte Flughafen der Welt. Er ist einer der Flughäfen mit den meisten internationalen Zielen weltweit. Je nachdem, ob die Gesamtzahl der Passagiere, Flüge oder des Frachtverkehrs als Maßstab genommen wird, liegt er neben dem Flughafen London Heathrow und dem Flughafen Paris-Charles de Gaulle auf Platz eins, zwei oder drei in Europa. Deutschlands zweitgrößter internationaler Flughafen ist der Flughafen München, gefolgt vom Flughafen Berlin Brandenburg und dem Flughafen Düsseldorf.
In ganz Deutschland gibt es mehrere weitere Flughäfen für Linienverkehr, die vor allem europäische Metropolen und Urlaubsziele anfliegen. Interkontinentale Langstreckenverbindungen werden von und zu den Flughäfen Frankfurt, München, Berlin, Düsseldorf, Köln/Bonn, Hamburg und Stuttgart angeboten.
Flughäfen – mit befestigten Start- und Landebahnen:
- gesamt: 318
  - über 3047 m: 14
  - 2438 bis 3047 m: 49
  - 1524 bis 2437 m: 60
  - 914 bis 1523 m: 70
  - unter 914 m: 125 (2013, geschätzt)

Flughäfen – mit unbefestigten Start- und Landebahnen:
- gesamt: 221
  - über 3047 m: 0
  - 2438 bis 3047 m: 0
  - 1524 bis 2437 m: 1
  - 914 bis 1523 m: 35
  - unter 914 m: 185 (2013, geschätzt)

Hubschrauberlandeplätze: 23 (2013, geschätzt)

## Wassertransport

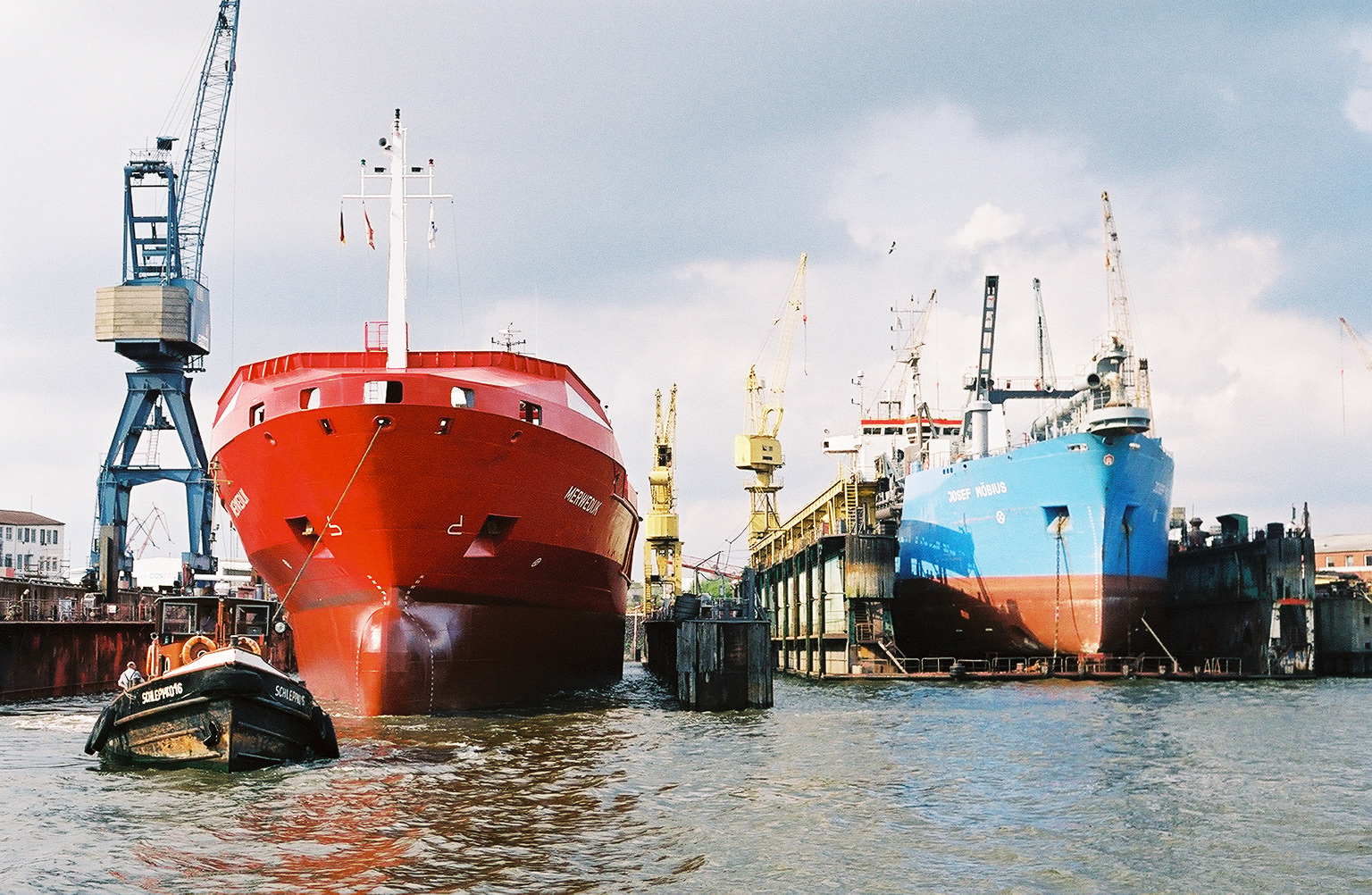
Hamburger Hafen

Wasserstraßen: 7467 km (2013); zu den wichtigsten Flüssen zählen Rhein und Elbe; der Nord-Ostsee-Kanal ist eine wichtige Verbindung zwischen Ostsee und Nordsee und eine der meistbefahrenen Wasserstraßen der Welt; der Main-Donau-Kanal verbindet Rotterdam an der Nordsee mit dem Schwarzen Meer. Er verläuft am höchsten Punkt, der für Hochseeschiffe vom Meer aus erreichbar ist. Neben dem Frachtverkehr hat der Kanal auch für Freizeitkreuzfahrten an Bedeutung gewonnen.
Pipelines: Öl 2400 km (2013)
Häfen: Berlin, Bonn, Brake, Bremen, Bremerhaven, Köln, Dortmund, Dresden, Duisburg, Emden, Fürth, Hamburg, Karlsruhe, Kiel, Lübeck, Magdeburg, Mannheim, Nürnberg, Oldenburg, Rostock, Stuttgart, Wilhelmshaven
Der Hamburger Hafen is der größte Seehafen Deutschlands und liegt beim gesamten Containerumschlag in Europa auf Platz 3 (nach Rotterdam und Antwerpen) und weltweit auf Platz 17.
Handelsmarine:
insgesamt: 427 Schiffe
Schiffe nach Typ: Binnenschiff 2, Massengutfrachter 6, Frachtschiff 51, Chemikalientanker 15, Containerschiff 298, Flüssiggastanker 6, Passagierschiff 4, Erdöltanker 10, Kühlfrachter 3, RoRo-Schiff 6 (2010, geschätzt)
Fähren verkehren hauptsächlich zwischen dem deutschen Festland und seinen Inseln und dienen sowohl dem Tourismus als auch dem Gütertransport. Autofähren verkehren auch über die Ostsee in die nordischen Länder, nach Russland und in die baltischen Länder. Eisenbahnfähren verkehren über den Fehmarnbelt, von Rostock nach Schweden (beide befördern Personenzüge) und vom Hafen Mukran in Sassnitz auf der Insel Rügen zu zahlreichen Zielen an der Ostsee (nur Gütertransport).